# Eccellenza Liguria 2003-2004
Il campionato italiano di calcio di Eccellenza regionale 2003-2004 è stato il tredicesimo organizzato in Italia. Rappresenta il sesto livello del calcio italiano.
Questi sono i gironi organizzati dal comitato regionale della regione Liguria.

## Squadre Partecipanti
| Squadra                     | Città                        | Stadio                   |
| --------------------------- | ---------------------------- | ------------------------ |
| U.S. Albenga                | Albenga (SV)                 |                          |
| U.S. Bolzanetese Virtus     | Bolzaneto (GE)               |                          |
| U.S. Brugnato               | Brugnato (SP)                |                          |
| A.S. Busalla                | Busalla (GE)                 |                          |
| U.S. Cairese                | Cairo Montenotte (SV)        |                          |
| Chiavari VL                 | Chiavari (GE)                |                          |
| U.S. Fezzanese              | Fezzano (SP)                 |                          |
| F.B.C. Finale               | Finale Ligure (SV)           |                          |
| U.S. Golfodianese           | San Bartolomeo al Mare (IM)  |                          |
| S.C. Ligorna                | Genova (GE)                  |                          |
| U.S. Loanesi San Francesco  | Loano (SV)                   |                          |
| U.S. Polis                  | Genova (GE)                  |                          |
| U.S.D. Pontedecimo 1907     | Pontedecimo (GE)             |                          |
| A.C.D. Sammargheritese 1903 | Santa Margherita Ligure (GE) | Stadio Eugenio Broccardi |
| Sarzanese                   | Sarzana (SP)                 |                          |
| F.S. Sestrese Calcio 1919   | Sestri Ponente (GE)          |                          |
| U.S.D. Sestri Levante 1919  | Sestri Levante (GE)          |                          |
| Ventimiglia Calcio          | Ventimiglia (IM)             |                          |

## Classifica finale
|  | Pos. | Squadra               | Pt | G  | V  | N  | P  | GF | GS | DR  |
|  | ---- | --------------------- | -- | -- | -- | -- | -- | -- | -- | --- |
|  | 1.   | Loanesi San Francesco | 78 | 34 | 23 | 9  | 2  | 73 | 30 | +43 |
|  | 2.   | Chiavari V L          | 61 | 34 | 16 | 13 | 5  | 52 | 29 | +23 |
|  | 3.   | Sestrese              | 60 | 34 | 16 | 12 | 6  | 54 | 30 | +24 |
|  | 4.   | Pontedecimo           | 57 | 34 | 17 | 6  | 11 | 50 | 35 | +15 |
|  | 5.   | Sestri Levante        | 56 | 34 | 14 | 14 | 6  | 54 | 36 | +18 |
|  | 6.   | Polis Genova          | 55 | 34 | 14 | 13 | 7  | 52 | 32 | +20 |
|  | 7.   | Sarzanese             | 53 | 34 | 14 | 11 | 9  | 55 | 42 | +13 |
|  | 8.   | Ventimiglia           | 52 | 34 | 13 | 13 | 8  | 44 | 37 | +7  |
|  | 9.   | Bolzanetese Virtus    | 46 | 34 | 13 | 7  | 14 | 39 | 52 | -13 |
|  | 10.  | Finale                | 44 | 34 | 11 | 11 | 12 | 48 | 55 | -7  |
|  | 11.  | Golfodianese          | 43 | 34 | 10 | 13 | 11 | 37 | 42 | -5  |
|  | 12.  | Busalla               | 41 | 34 | 11 | 8  | 15 | 46 | 52 | -6  |
|  | 13.  | Ligorna               | 41 | 34 | 11 | 8  | 15 | 36 | 44 | -8  |
|  | 14.  | Brugnato              | 40 | 34 | 11 | 7  | 16 | 47 | 60 | -13 |
|  | 15.  | Fezzanese             | 34 | 34 | 9  | 7  | 18 | 31 | 50 | -19 |
|  | 16.  | Sammargheritese       | 28 | 34 | 7  | 7  | 20 | 39 | 53 | -14 |
|  | 17.  | Albenga               | 25 | 34 | 4  | 13 | 17 | 25 | 53 | -28 |
|  | 18.  | Cairese               | 13 | 34 | 1  | 10 | 23 | 22 | 72 | -50 |